# Свидетелство за управление на МПС
Свидетелство за управление на МПС в Република България е документ, регламентиран от Закона за движението по пътищата, удостоверяващ правото за управление на безрелсово пътно моторно превозно средство (МПС) и/или трамвайна мотриса (категория Ттм).
Представлява ламинирана пластмасова карта с електронен чип с данни за гражданина, носител на картата, подобна на личната карта. Поради това за кратко е наричан неофициално шофьорска карта. Все още, макар и вече неоснователно, масово се нарича също и шофьорска книжка, доколкото в близкото минало документът е наподобявал книжка – изработен от сгънат картон, заедно с вложени допълнителни удостоверения.
Свидетелствата за управление на МПС се издават от органите на Министерството на вътрешните работи, където се води регистрацията и дейността по отчетите за правоспособността на водачите на моторните превозни средства.

## Изисквания за правоспособност
Право за придобиване на правоспособност за управление на МПС имат лицата, които:
- имат завършено основно образование;
- са физически годни да управляват превозното средство от съответната категория;
- са преминали необходимото обучение за водач на съответното МПС и оказване първа долекарска помощ;
- са успешно издържали изпит за водач на моторно превозно средство;
- са преминали тест за доказана психологическа годност за категориите С, D1, D, Ттб (тролейбус), Ттм (трамвай).

Минималната възраст за правоспособност и получаване на свидетелство се определя от закона (чл. 153) според категорията на МПС:
- 16 години за управление на МПС от категория AM и A1;
- 17 години за управление на МПС от категория B1
- 18 години за управление на МПС от категориите А2, В, В+Е, С1 и С1E; също колесен трактор от категория Ткт
- 20 години за управление на МПС от категория С+Е
- 21 години за управление на МПС от всички останали категории; също трамвайна мотриса от категория Ттм;
- 24 години за управление на моторно превозно средство от категория А, но 20 години, ако водачът притежава свидетелство за управление на мотоциклет от категория А2 от не по-малко от две години или 21 години за управление на триколесни моторни превозни средства с мощност над 15 kW;

В миналото в България е използвана картонена шофьорска книжка. От 1999 година в България вече се използва ламинирана пластмасова карта.

## Директива на ЕС от 2013 г.
Заради влизането в сила на нова директива на ЕС от 19 януари 2013 година ще се издава още по-нов образец шофьорска книжка. На челната страна на свидетелството, там където е микрошрифтът, се записва съгласно директивата, че документът е издаден и се изписва на съответния език от държавата, която го издава, какъв е неговият вид.
По-сериозните промени са в категориите за професионални шофьори. Отпада категорията за тролейбуси, преминала към категория „Д“. Лицата с категория „С“ и „Д“ ще подновяват валидността на документа за правоуправление на МПС на всеки 5 години. Всички документи за правоуправление, издадени до 19 януари 2013 година, имат старата валидност 10 години. Тези документи няма да се подменят предсрочно.
Следващата новост в шофьорските книжки ще влезе през 2018 година, когато в целия Европейски съюз ще започнат да се издават свидетелства с чип, в който ще има биометрична информация за притежателя и неговото шофьорско досие. Все още се дискутира дали в чиповете да е записана кръвната група на шофьорите и съгласието за донорство.

## Документ за самоличност
От 1999 година в България шофьорската карта, освен за нуждите на регистрацията и контрола върху автомобилния транспорт, широко се използва и като документ за установяване на самоличността на българския гражданин в страната и чужбина, подобно на български паспорт и лична карта, при най-различни правни и други въпроси. Въпреки това обаче тя не замества напълно останалите документи за самоличност на територията на Република България, които удостоверяват и други данни за лицето. Така например при влизане/напускане на страната се очаква лицето да представи паспорт или приравнен вид документ за самоличност за пътуване зад граница.